# بییارمنترو د اسگبا
بییارمنترو د اسگبا (به اسپانیایی: Villarmentero de Esgueva) یک شهرستان در اسپانیا است که در استان وایادولید واقع شده‌است.